# 繸瓣脆蒴报春
繸瓣脆蒴报春（学名：Primula lacerata）为报春花科报春花属下的一个种。

## 扩展阅读
- 維基物種上的相關：繸瓣脆蒴报春